# Салех Гіссу
Салех Гіссу  (5 жовтня 1972) — марокканський легкоатлет, олімпійський медаліст.

## Виступи на Олімпіадах
| Олімпіада    | Дисципліна           | Місце |
| ------------ | -------------------- | ----- |
| Атланта 1996 | біг на 10 000 метрів | 3     |